# Tabanus auroa
Tabanus auroa är en tvåvingeart som beskrevs av Macquart 1838. Tabanus auroa ingår i släktet Tabanus och familjen bromsar. Inga underarter finns listade i Catalogue of Life.